# Uma Dupla a Perigo
Uma dupla a perigo é o segundo episódio da terceira temporada da série de televisão brasileira de comédia de situação Os Caras de Pau, e o setuagésimo sexto episódio da série em geral. Foi dirigido por Márcio Trigo, e escrito por Marcius Melhem. O episódio foi originalmente exibido pela Rede Globo em 15 de abril de 2012.

## Enredo
Pedrão (interpretado por Marcius Melhem) e Jorginho (interpretado por Leandro Hassum) não perderam tempo na hora de perturbar o mais novo vizinho do bairro. Os amigos queriam que Seu Broncoli (interpretado por Márcio Ribeiro), dono do mercadinho, entregasse as compras que fizeram em casa, mas o italiano não gostou muito da ideia. Com medo do que podia encontrar no apartamento da dupla, Seu Broncoli inventou mil desculpas para fugir da missão.
Determinados a conseguir o que queriam, Pedrão e Jorginho viajaram no tempo e foram até a Idade Média em busca de argumentos para convencer o dono do mercadinho a fazer esse favor para eles. O coitado do comerciante precisou de muita paciência para escutar uma história de um entregador que tinha como missão levar uma enorme caixa a um castelo medieval.

## Audiência
Em sua exibição original, o episódio obteve 9 pontos, audiência inferior ao episódio exibido anteriormente - intitulado de "Dois perdidos numa praia limpa" - que obteve 11 pontos.